# Le Plessis-Sainte-Opportune

Le Plessis-Sainte-Opportune este o comună în departamentul Eure, Franța. În 1 ianuarie 2022 avea o populație de 355 de locuitori.